# Archibald Sinclair
Archibald Sinclair, 1. vikomt Thurso (do roku 1952 známý pod jménem Sir Archibald Sinclair) (Archibald Henry Macdonald Sinclair, 1st Viscount Thurso, 4th Baronet Sinclair of Ulbster) (22. října 1890 Londýn, Anglie – 15. června 1970 Londýn, Anglie) byl britský politik ze staré skotské šlechtické rodiny. Původně sloužil v armádě, poté byl dlouholetým poslancem Dolní sněmovny, v letech 1935–1945 byl předsedou Liberální strany. Za druhé světové války zastával v Churchillově koaliční vládě funkci britského ministra letectva (1940–1945). V roce 1945 neuspěl ve volbách, později získal titul vikomta a stal se členem Sněmovny lordů.

## Životopis

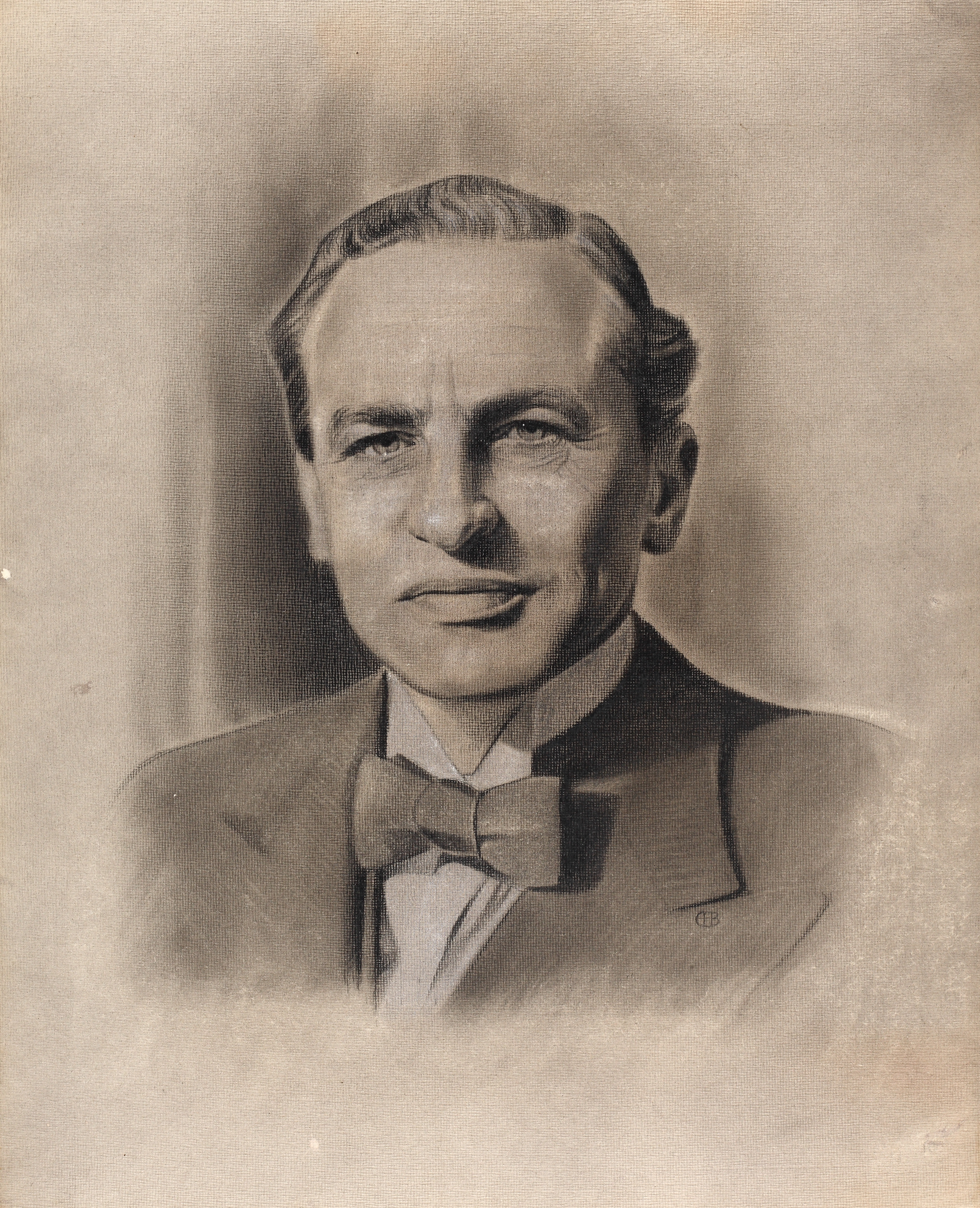
Sir Archibald Sinclair

Pocházel ze starobylého šlechtického rodu ze Skotska, patřil k linii hrabat z Caithnessu, byl jediným synem podplukovníka Clarence Sinclaira (1848–1895). Studoval v Etonu a na vojenské akademii v Sandhurstu, od roku 1910 sloužil v armádě. V roce 1912 zdědil po dědečkovi Siru Johnu Sinclairovi (1825–1912) titul baroneta a rozsáhlé pozemky ve skotském hrabství Caithness, kde vlastnil přibližně 40 000 hektarů půdy. Jako důstojník se zúčastnil první světové války, na západní frontě se seznámil s Winstonem Churchillem a stali se z nich přátelé. Po válce byl vojenským tajemníkem ministra války (1919–1921) a ministra kolonií 1921–1922; v obou funkcích byl podřízeným W. Churchilla). Za hrabství Caithness byl v letech 1922–1945 členem Dolní sněmovny, kde patřil k liberálům.
V letech 1931–1932 byl v MacDonaldově vládě ministrem pro Skotsko, v roce 1931 byl zároveň jmenován členem Tajné rady a od tohoto roku byl i místopředsedou Liberální strany. Spolu s dalším liberálním ministrem H. Samuelem opustil vládu na podzim 1932. Když se ve volbách v roce 1935 Herbert Samuel nedostal do parlamentu, Sinclair převzal v Dolní sněmovně vedení Liberální strany a zůstal jejím vůdcem do roku 1945. V Churchillově koaliční válečné vládě byl ministrem pro letectvo (1940–1945). Nebyl sice členem užšího válečného kabinetu, ale k důležitým jednáním byl často přizván. Měl důležitý úkol při organizaci letecké obrany v bitvě o Británii, rozhodující slovo si ale ponechával premiér Churchill. S Churchillem se v závěru války názorově neshodl v otázce bombardování Drážďan. Ve volbách v roce 1945 těsným rozdílem hlasů neprošel do parlamentu a rezignoval na vedení Liberální strany, zůstal ale předákem liberálů ve Skotsku. Neúspěšně kandidoval ještě ve volbách v roce 1950. V roce 1952 byl povýšen na vikomta a vstoupil do Sněmovny lordů, kde se znovu zařadil mezi přední osobnosti Liberální strany, i když byl téhož roku postižen mrtvicí. Po druhém záchvatu mrtvice v roce 1959 zůstal upoután na lůžko a od té doby žil v ústraní.
Zastával také řadu dalších čestných funkcí, byl lordem-místodržitelem v hrabství Caithness (1919–1964) a rektorem univerzity v Glasgow (1938–1941). V roce 1922 obdržel Řád sv. Michala a sv. Jiří, v roce 1941 získal nejvyšší vyznamenání ve Skotsku, Bodlákový řád.
V roce 1918 se oženil s Marigold Forbes (1897–1975), dcerou podplukovníka Jamese Forbese. Měli spolu dva syny a dvě dcery. Současným představitelem rodu je John Archibald Sinclair, 3. vikomt Thurso (*1953).